# مصطفى دنيزلي
مصطفى دنيزلي (بالتركية: Mustafa Denizli)‏، من مواليد 10 نوفمبر 1949 في أزمير في تركيا، لاعب كرة قدم تركي سابق، ومدرب كرة قدم تركي سابق.
درب منتخب تركيا لكرة القدم بين عامي 1996 و2000.

## مسيرته الكروية
لعب مصطفى دنيزلي خلال مسيرته الاحترافية مع ناديين في سبعة عشر موسمًا وسجل خلالها 124 هدف ضمن 402 مباراة. حيث فاز في موسم واحد بالكأس ولم يفز بأي دوري.
خاض مصطفى دنيزلي مسيرته مع نادي آلتاي إزمير في موسم 1967–68 ليلعب معه ستة عشر موسمًا، مشاركًا في 387 مباراة سجل خلالها 121 هدف. ثم انتقل إلى نادي غلطة سراي في موسم 1983–84 لمدة موسم واحد، حيث شارك في 15 مباراة سجل خلالها 3 أهداف.

## الإنجازات

### كلاعب

#### النادي
آلتاي إزمير
- كأس تركيا: 1966–67، 1979–80

### كمدرب
غلطة سراي
- الدوري التركي الممتاز: 1987–88
- كأس تركيا: 1990–91
- كأس السوبر التركي: 1988، 1991

فنربخشة
- الدوري التركي الممتاز: 2000–01

بشكتاش
- الدوري التركي الممتاز: 2008–09
- كأس تركيا: 2008–09

ريزه سبور
- دوري الدرجة الأولى التركي: الوصیف : 2012–13

## روابط خارجية
- مصطفى دنيزلي على موقع الاتحاد الأوربي (الإنجليزية)
- مصطفى دنيزلي على موقع اتحاد تركيا (لاعب) (الإنجليزية)
- مصطفى دنيزلي على موقع اتحاد تركيا (مدرب) (الإنجليزية)
- مصطفى دنيزلي على موقع قاعدة بيانات كرة القدم.إي يو (الإنجليزية)
- مصطفى دنيزلي على موقع ناشيونال فوتبول تيمز (الإنجليزية)
- مصطفى دنيزلي على موقع عالم كرة القدم.نت (الإنجليزية)
- مصطفى دنيزلي على موقع كووورة